# Intentions (пісня Джастіна Бібера)
«Intentions» (укр. Намір) — пісня канадського співака Джастіна Бібера за участі американського репера Quavo із хіп-хоп тріо Migos. Він вийшов 7 лютого 2020 року, одночасно з музичним відео, як другий сингл з п'ятого студійного альбому Бібера Changes. Це їх третя співпраця, після спільного сингла разом із американськими реперами Chance the Rapper, Lil Wayne та DJ Khaled «I'm the One» у 2017 році, так синглом «No Brainer» у 2018 році. Бібер представив пісню разом з Quavo та виконанням синглу «Yummy» в ефірі шоу Суботнього вечора в прямому ефірі 8 лютого 2020 року. Він з Quavo також виконали «Intentions» 14 лютого 2020 року, в день виходу альбому, під час Нічного шоу з Джиммі Феллоном.

## Музичне відео
Прем'єра музичного відео відбулася на YouTube-каналі Бібера у день виходу пісні. На ньому показано, як артисти допомагають людям без освіти та зустрічаються з ними. Пісня «Intentions» (укр. Намір) — вона про добрі наміри Джастіна Бібера до своєї дружини Гейлі Болдвін та подруги Quavo — Saweetie, але музичне відео — про допомога іншим, особливо людям без освіти. 10 лютого 2020 року Бібер опублікував ліричне відео на пісню на своєму каналі. 12 лютого 2020 року Бібер опублікував скорочену версію музичного відео, лише з виконанням пісні.

## Виконання наживо
Бібер виконав «Intentions» з Quavo та виконанням «Yummy» в прямому ефірі шоу Суботнього вечора в прямому ефірі 8 лютого 2020 року. Фанат, який познайомився з Бібером у день виступу в прямому ефірі, заявив, що він і Quavo планували виконати пісню під час концертного туру Бібера Changes Tour разом із попередніми піснями DJ Khaled «I'm the One» та «No Brainer», що записані за участі Бібера, Quavo та американського репера Chance the Rapper. «I'm the One» записана також за участі американського репера Lil Wayne. Бібер та Quavo також виконали «Intentions» в ефірі Нічного шоу з Джиммі Феллоном 14 лютого 2020 року, у день виходу альбому Changes.

## Автори
Інформацію про авторів отримано із Tidal.
- Джастін Бібер — головний вокал, автор пісні
- Quavo — додатковий вокал, автор пісні
- Poo Bear[en] — продюсер, автор пісні, беквокал
- The Audibles[en] — продюсер, автор пісні
- Джош Гудвін — вокальний продюсер, звукорежисер, студійний персонал
- Кріс «TEK» О'Рян — звукорежисер, студійний персонал

## Чарти
| Чарт (2020)                               | Найвища позиція |
| ----------------------------------------- | --------------- |
| Австралія (ARIA)                          | 13              |
| Бельгія (Ultratip Flanders)               | 19              |
| Бельгія (Ultratip Wallonia)               | 25              |
| Німеччина (Official German Charts)        | 30              |
| Ірландія (IRMA)                           | 13              |
| Італія (FIMI)                             | 60              |
| Нідерланди (Mega Single Top 100)          | 19              |
| Нова Зеландія (Recorded Music NZ)         | 8               |
| Норвегія (VG-lista)                       | 8               |
| Шотландія (Official Charts Company)       | 49              |
| Швеція (Sverigetopplistan)                | 9               |
| Велика Британія (Official Charts Company) | 14              |
| США (Mainstream Top 40) (Billboard)       | 36              |

## Історія випуску
| Країна | Дата           | Формат                                    | Лейбл                 | Прим.  |
| ------ | -------------- | ----------------------------------------- | --------------------- | ------ |
| Різні  | 7 лютого 2020  | цифрове завантаження потокове відтворення | Def Jam               | [ 3 ]  |
| Італія | 14 лютого 2020 | Contemporary hit radio                    | Universal Music Group | [ 17 ] |